# بندر کگو (میشیگان)
بندر کگو، میشیگان (به انگلیسی: Keego Harbor, Michigan) یک شهر در ایالات متحده آمریکا با جمعیت ۲٬۹۷۰ نفر است که در میشیگان واقع شده‌است.